# Francesco Zaganelli
Francesco Zaganelli, född omkring 1475 i Cotignola, död 1532, var en italiensk målare, bror till Bernardino Zaganelli, efter sin födelseort kallad da Cotignola.
Båda bröderna tillhörde skolan i Romagna och förmodas ha varit lärjungar av Rondinelli. Francesco var 1505-27 verksam i Ravenna. Ett altarverk av honom, Madonna med fyra helgon (1518), finns i Ravennas pinakotek. Berlins museum äger en Bebådelse med helgon (1509). Arbeten av bröderna finns även i Rimini, Forli, Milano och Parma.